# Hellyethira cornuta
Hellyethira cornuta är en nattsländeart som beskrevs av Wells 1979. Hellyethira cornuta ingår i släktet Hellyethira och familjen smånattsländor. Inga underarter finns listade i Catalogue of Life.